# Чорненська сільська рада
Чо́рненська сільська́ ра́да — адміністративно-територіальна одиниця та орган місцевого самоврядування в Великобурлуцькому районі Харківської області. Адміністративний центр — село Чорне.

## Загальні відомості
- Чорненська сільська рада утворена в 1918 році.
- Територія ради: 83,34 км²
- Населення ради: 780 осіб (станом на 2001 рік)

## Населені пункти
Сільській раді підпорядковані населені пункти:
- с. Чорне
- с. Грачівка
- с. Купине
- с. Лобанівка
- с. Нефедівка

### Колишні населені пункти
- Бабишкіно — 1997 року приєднане до Нефедівки.
- Гусівка
- Кругле

## Склад ради
Рада складається з 12 депутатів та голови.
- Голова ради: Корякін Петро Олексійович
- Секретар ради: Селищева Ніна Василівна

### Керівний склад попередніх скликань
| Прізвище, ім'я, по батькові | Основні відомості                                                                      | Дата обрання | Дата звільнення |
| --------------------------- | -------------------------------------------------------------------------------------- | ------------ | --------------- |
| Корякін Петро Олексійович   | Сільський голова, 1955 року народження, освіта вища, член Народно-демократичної партії | 26.03.2006   | 31.10.2010      |
| Корякін Петро Олексійович   | Сільський голова, 1955 року народження, освіта вища, член Партії регіонів              | 31.10.2010   |                 |

Примітка: таблиця складена за даними сайту Верховної Ради України

### Депутати
За результатами місцевих виборів 2010 року депутатами ради стали:

#### За суб'єктами висування
| Суб'єкт висування | Кількість обраних депутатів | %   |
| ----------------- | --------------------------- | --- |
| Партія регіонів   | 12                          | 100 |

#### За округами
| № округу        | Прізвище, ім'я, по батькові   | Дата визнання обраним | Освіта             | Партійна приналежність | Відомості про обраного депутата                                        |
| --------------- | ----------------------------- | --------------------- | ------------------ | ---------------------- | ---------------------------------------------------------------------- |
| Партія регіонів |                               |                       |                    |                        |                                                                        |
| 1               | Кіндякова Любов Михайлівна    | 02.11.2010            | середня спеціальна | член Партії регіонів   | Ченрненське відділення зв'язку, листоноша                              |
| 2               | Попович Юлія Федорівна        | 02.11.2010            | середня спеціальна | член Партії регіонів   | пенсіонер                                                              |
| 3               | Гусєва Ірина Олексіївна       | 02.11.2010            | вища               | член Партії регіонів   | Черненський НВК, вчитель                                               |
| 4               | Петухов Микола Андрійович     | 02.11.2010            | середня            | член Партії регіонів   | пенсіонер                                                              |
| 5               | Катасонов Віктор Олексійович  | 02.11.2010            | вища               | член Партії регіонів   | підприємець, керівник                                                  |
| 6               | Мороз Юрій Вікторович         | 02.11.2010            | вища               | член Партії регіонів   | Черненський БК, директор                                               |
| 7               | Гамов Олександр Володимирович | 02.11.2010            | середня            | член Партії регіонів   | Черненський НВК, кочегар                                               |
| 8               | Орлова Валентина Іванівна     | 02.11.2010            | середня спеціальна | член Партії регіонів   | Черненська с/р, головний бухгалтер                                     |
| 9               | Ниник Тетяна Іванівна         | 02.11.2010            | середня спеціальна | член Партії регіонів   | Ченрненське відділення зв'язку, начальник                              |
| 10              | Гусєв Микола Миколайович      | 02.11.2010            | вища               | член Партії регіонів   | Черненський НВК, вчитель                                               |
| 11              | Санін Віктор Іванович         | 02.11.2010            | середня спеціальна | член Партії регіонів   | Великобурлуцький територіальний центр зайнятості, соціальний працівник |
| 12              | Селищева Ніна Василівна       | 02.11.2010            | вища               | член Партії регіонів   | Черненська с/р, секретар                                               |